# Парламентские выборы в Грузии (1919)
Выборы в Учредительное собрание Грузинской демократической республики прошли между 14 и 16 февраля 1919 года. Голосование прошло по партийным спискам пропорционального представительства с использованием метода Д’Ондта. За места в парламенте боролись 15 политических партий. Результатом стала победа Социал-демократической партии Грузии, победившей с большим преимуществом.
В конце весны 1919 года прошли дополнительные выборы в парламент, на которых социал-демократы потеряли четыре места, которые заняли представители Армянской революционной федерации и Грузинской национальной партии.
После выборов Учредительное собрание, утвердило и ратифицировало Закон о независимости 12 марта.

## Результаты
| Партия                                                       | Голоса  | %      | Места |
| ------------------------------------------------------------ | ------- | ------ | ----- |
| Социал-демократическая партия Грузии                         | 409 766 | 80,96% | 109   |
| Революционная партия социалистов-федералистов Грузии         | 33 721  | 6,66%  | 8     |
| Национально-демократическая партия Грузии                    | 30 754  | 6,08%  | 8     |
| Партия социалистов-революционеров Грузии                     | 21 453  | 4,24%  | 5     |
| Радикал-демократическая партия Грузии                        | 3 107   | 0,61%  | 0     |
| Армянская Революционная Федерация                            | 2 353   | 0,47%  | 0     |
| Левая социал-федералистская партия                           | 1 616   | 0,32%  | 0     |
| Грузинская национальная партия                               | 1 532   | 0,30%  | 0     |
| Союз беспартийных независимых                                | 795     | 0,16%  | 0     |
| Российская социал-демократическая рабочая партия меньшевиков | 779     | 0,15%  | 0     |
| Группа мусульман Борчалинского уезда                         | 77      | 0,02%  | 0     |
| Национальный совет мусульман Грузии                          | 60      | 0,01%  | 0     |
| Эстетическая лига патриотов                                  | 53      | 0,01%  | 0     |
| Партия группы Руставели                                      | 51      | 0,01%  | 0     |
| Демократическая группа грузинских греков                     | 14      | 0,003% | 0     |
| Действительные бюллетени                                     | 506,131 | 100    | 130   |
| Источник: Nohlen et al.                                      |         |        |       |